# Michael Galeota
Michael James Galeota (Smithtown, 28 agosto 1984 – Glendale, 10 gennaio 2016) è stato un attore statunitense, noto per aver interpretato il ruolo di Nick Lighter nella serie televisiva La maglia magica.

## Biografia

### Giovinezza
Galeota nacque a Smithtown, New York. Egli aveva tre fratelli: David, Tony e Jimmy.

### Carriera
Nel 1990 esordisce come attore in due episodi della serie televisiva The Baby-Sitters Club.
Dopo aver recitato in alcuni film come Un furfante tra i boyscout e Mamma, ho visto l'assassino , nel 1999 entra a far parte del cast della serie televisiva La maglia magica dove interpretò il ruolo di Nick Lighter.

### Morte
Nel gennaio 2016, Galeota venne ricoverato in ospedale dopo aver lamentato dolori addominali, ma ha in seguito lasciato l'ospedale contro il parere del medico. Il 10 gennaio venne trovato morto da un amico a casa sua a Glendale, California. Aveva 31 anni. Nessuna causa precisa della morte è stata comunicata, ma l'ufficio del Coroner della Contea di Los Angeles ha dichiarato che Galeota soffriva di diversi problemi di salute, inclusi ipertensione e colesterolo alto.
Il 12 settembre 2016 è stato rivelato che Galeota è deceduto a causa di una malattia cardiovascolare e dell'ipertensione.

## Filmografia

### Cinema
- Secret Santa, regia di Matthew Huffman - cortometraggio (1994)
- Un furfante tra i boyscout (Bushwhacked), regia di Greg Beeman (1995)
- Mamma, ho visto l'assassino (Clubhouse Detectives), regia di Eric Hendershot (1996)
- Can't Be Heaven, regia di Richard Friedman (2000)
- Missing Brendan, regia di Eugene Brady (2003)

### Televisione
- The Baby-Sitters Club - serie TV, 2 episodi (1990)
- Women & Men 2: In Love There Are No Rules, regia di Walter Bernstein, Mike Figgis e Kristi Zea - film TV (1991)
- E.R. - Medici in prima linea (E.R.) - serie TV, un episodio (1995)
- Rattled, regia di Tony Randel - film TV (1996)
- Bailey Kipper's P.O.V. - serie TV, 13 episodi (1996)
- Profiler - Intuizioni mortali (Profiler) - serie TV, un episodio (1997)
- Ally McBeal (Ally McBeal) - serie TV, un episodio (1997)
- Magic Jersey, regia di Kristoffer Tabori e Hank Saroyan - film TV (1998)
- La maglia magica (The Jersey) - serie TV, 56 episodi (1999-2004)
- The Nightmare Room - serie TV, episodi 1x06 - 1x07 (2001)

## Riconoscimenti
- 1997 - Young Artist Award[6]
  - Nomination Migliore interpretazione in un film TV/home video a Jimmy Galeota, Michael Galeota, Christopher Bell, Alejandro Miranda Cruz, Thomas Hobson

## Doppiatori italiani
Nelle versioni in italiano delle opere in cui ha recitato, Michael Galeota è stato doppiato da:
- Monica Ward in Mamma, ho visto l'assassino
- Simone Crisari in La maglia magica